# Georgskirche (Wien)

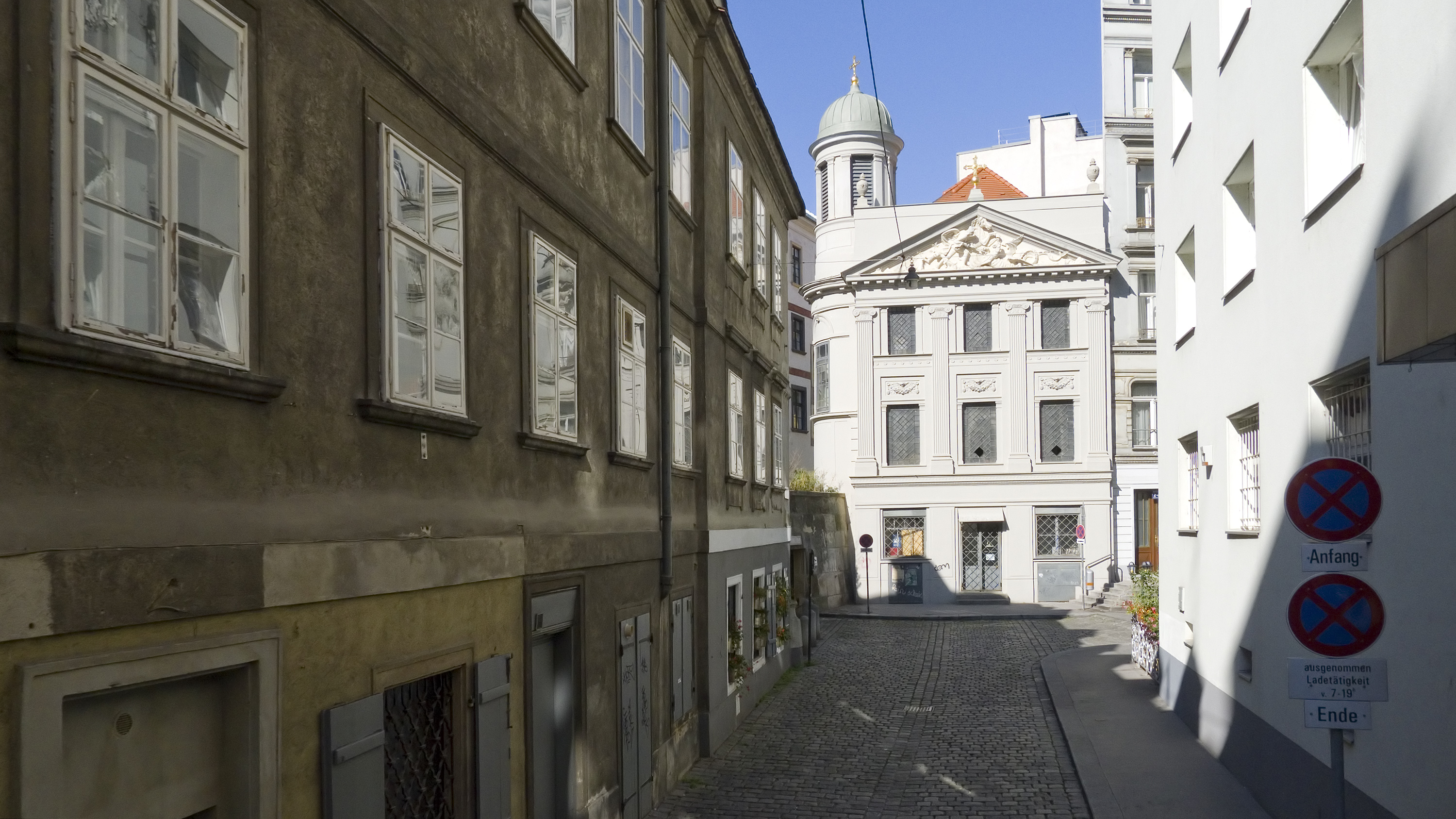
Georgskirche, vom Hafnersteig aus gesehen

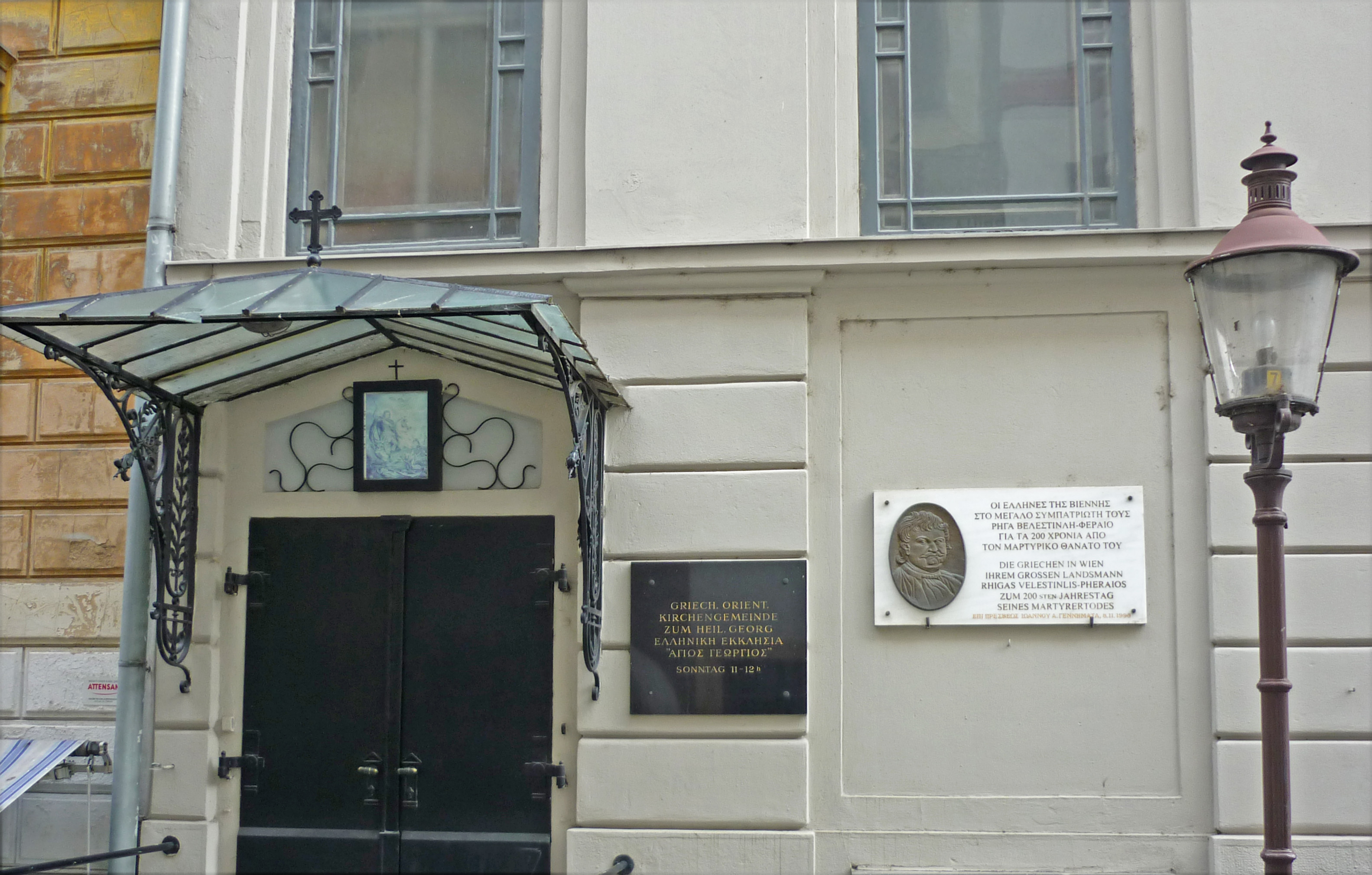
Tafeln beim Eingang in der Griechengasse

Die Georgskirche, auch Griechenkirche St. Georg, ist eine orthodoxe Kirche im 1. Wiener Gemeindebezirk Innere Stadt am Hafnersteig im ehemaligen „Griechenviertel“.
Die Kirchliche Gemeinde zum heiligen Georg ist die Vertretung des Ökumenischen Patriarchats von Konstantinopel in der Griechisch-orientalischen Kirche in Österreich, während die Griechenkirche zur Heiligen Dreifaltigkeit am Fleischmarkt die Metropolitankathedrale der Griechisch-orthodoxe Metropolis von Austria ist. So nimmt die Georgsgemeinde am Ökumenischen Rat der Kirchen in Österreich teil.

## Geschichte
Die Gemeinde St. Georg richtete 1709 im Haus von Alexandros Mavrokordatos eine kleine griechische Kapelle ein. 1723 erhielt die Gemeinde mit einem kaiserlichen Dekret das Recht eine Kirche zu errichten, allerdings gelang es erst 1802, das Gasthaus „Küss den kleinen Pfennig“ zu erwerben und an dessen Stelle bis 1806 eine Kirche zu errichten. Diese Arbeiten wurden vom Architekten Franz Wipplinger durchgeführt. Im Gegensatz zur Gemeinde der Griechenkirche zur Heiligen Dreifaltigkeit, dessen Angehörige griechischgläubige Untertanen der Habsburger waren, setzte sich die Gemeinde der Georgskirche aus Untertanen des Osmanischen Reichs zusammen.
Im Jahr 1898 ermöglichten Spenden eine umfangreiche Umgestaltung und die Errichtung eines Glockenturms durch den Architekten Ludwig Tischler und den Baumeister Johann Sturany. Die restaurierte Kirche wurde am 18. Dezember 1898 eingeweiht. Zu den Spendern gehörten unter anderem die griechisch-österreichischen Unternehmer Nikolaus Dumba (der auch Gemeindevorsitzender war) und Simon von Sina sowie Zar Nikolaus I. von Russland. Prominente Gemeindemitglieder waren der Abgeordnete Theodor von Karajan und der griechische Freiheitskämpfer Rigas Velestinlis.
Im Zweiten Weltkrieg wurde die aufwendige Bleiverglasung (Fensterfront zur Griechengasse hin) zerstört und danach teilweise wiederhergestellt. Heute dient der Eingang am Hafnersteig einem vermieteten Geschäft und der Zugang zur Kirche erfolgt über die Griechengasse.

## Architektur
Die Gebäudefront ist einem griechischen Tempel nachempfunden. Der Giebel zeigt den heiligen Georg als Drachentöter, ein Werk des Bildhauers Franz Vogl. An der linken Gebäudeseite ist ein zylindrischer Glockenturm angebaut, der mit einer kupferverkleideten Kuppel abschließt. 

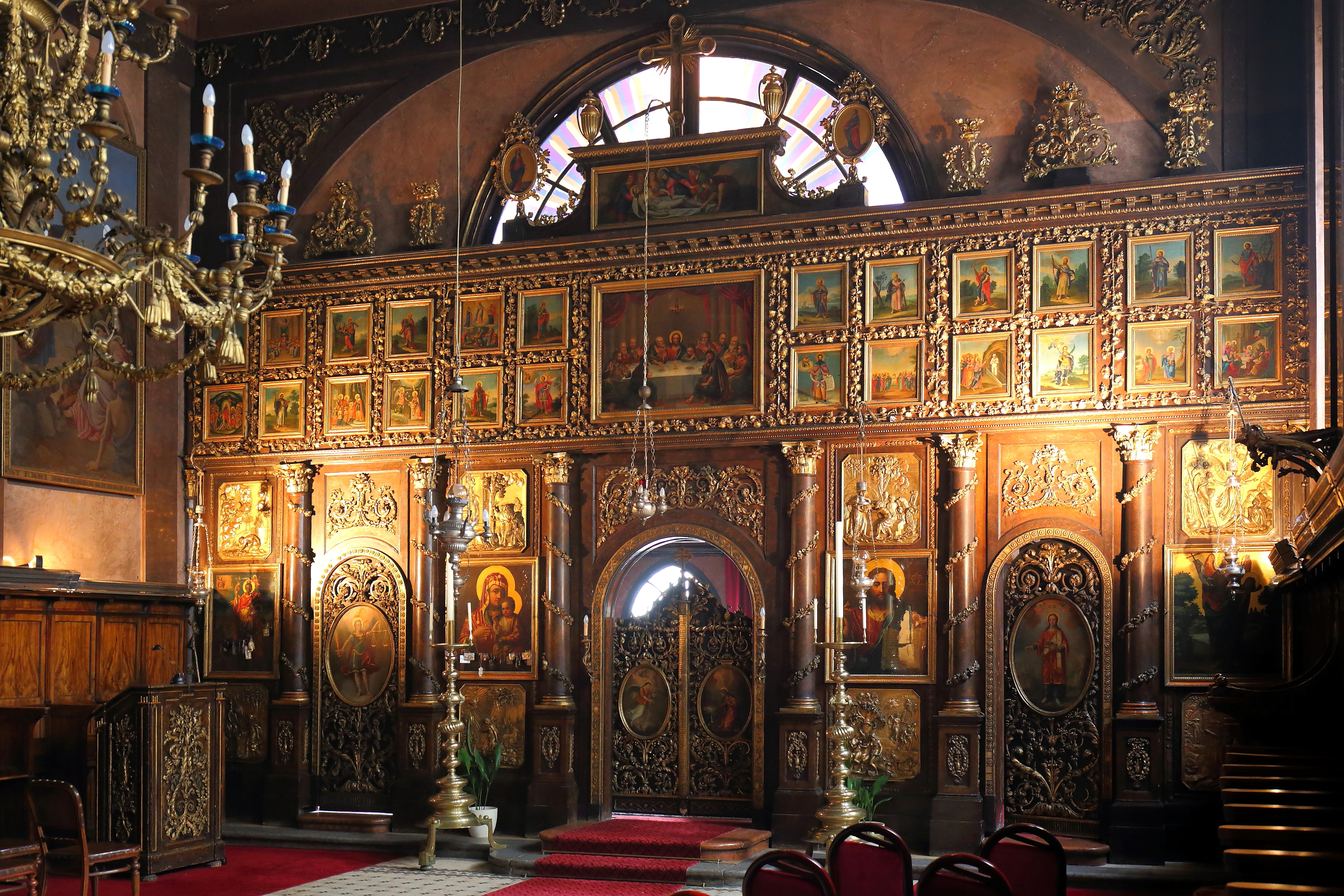
Innenansicht Richtung Altar

Das Innere der Kirche ist einschiffig und wird durch einen kleinen Vorraum betreten. Konstantinos Parthenis schuf um 1907 fünf großformatige Gemälde, die den hl. Paulus in Athen, den hl. Sergios, die Geburt Christi, den hl. Nikolaus und die hll. Konstantin und Helena zeigen. Die Decke hat die Form einer Kuppel, an deren vier Eckzwickeln die Evangelisten abgebildet sind. Über dem Haupteingang befindet sich die Darstellung von Maria mit dem Kind, über der Ikonostase Christus Pantokrator.